# Xã St. Clair, Quận Westmoreland, Pennsylvania
Xã St. Clair (tiếng Anh: St. Clair Township) là một xã thuộc quận Westmoreland, tiểu bang Pennsylvania, Hoa Kỳ. Năm 2010, dân số của xã này là 1.518 người.